# Huerta del Marquesado
Huerta del Marquesado és un municipi de la província de Conca, a la comunitat autònoma de Castella-La Manxa. Es troba entre les localitats de Laguna del Marquesado, Campillos-Sierra, Cañete, Valdemorillo de la Sierra, Valdemeca, Tragacete, Beamud, Tejadillos i Campillos-Paravientos.